# Raphael Bob-Waksberg

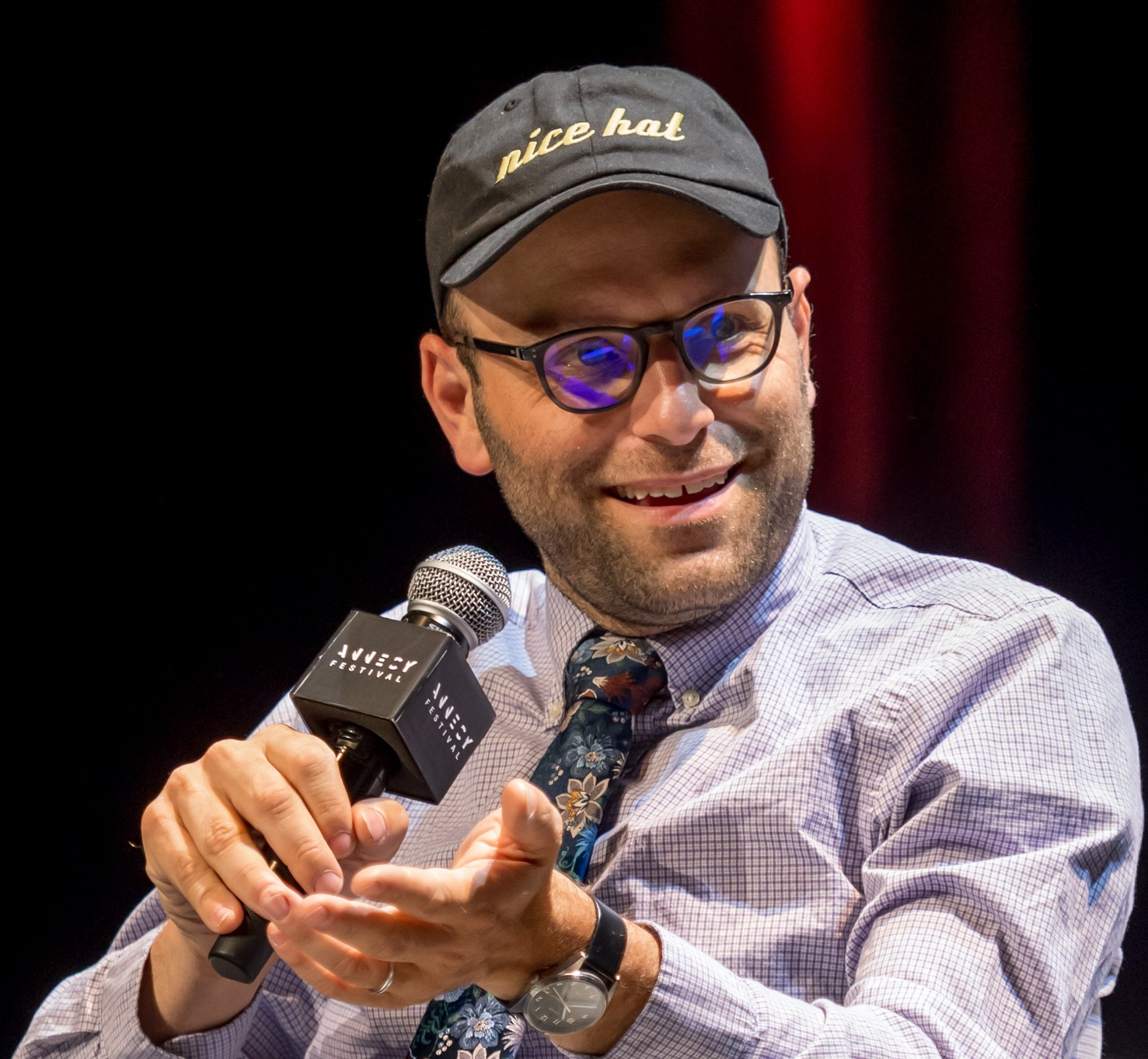
Raphael Bob-Waksberg (2025)

Raphael Matthew Bob-Waksberg (* 17. August 1984 in San Mateo, Kalifornien) ist ein US-amerikanischer Drehbuchautor, Fernsehproduzent und Synchronsprecher. Er ist der Erfinder der Netflix-Animationsserie BoJack Horseman.

## Leben
Raphael Bob-Waksberg wurde in San Mateo geboren. Er stammt aus einer jüdischen Familie und hat zwei Schwestern. Zusammen mit wuchsen die in Palo Alto auf. Bob-Walksberg leidet an ADHS und seine schulischen Leistungen an der High School waren schlecht, aber durch die Teilnahme an Theaterproduktionen lernte er die Illustratorin Lisa Hanawalt kennen. Hanawalts Zeichnungen inspirierten ihn, BoJack Horseman zu kreieren, und sie wurde die Produktionsdesignerin und Produzentin der Serie. 
Seine Animationsserie BoJack Horseman wurde 2014 auf Netflix veröffentlicht und wurde nach 6 Staffeln im Januar 2020 beendet. Er hielt 2019 für die Serie seine erste Emmy-Nominierung. Im selben Jahr war Bob-Walkberg ausführender Produzent der Netflix-Animationsserie Tuca & Bertie, die von Lisa Hanawalt entwickelt wurde. Auch erschien 2019 seine neue Animationsserie Undone auf Prime Video.

## Filmografie

### Drehbuchautor
- 2012: The Exquisite Corpse Project
- 2013: Save Me (Fernsehserie, 1 Folge)
- 2014–2020: BoJack Horseman (11 Folgen)
- 2019: Tuca & Bertie (1 Folge)
- 2019: Undone (4 Folgen)

### Produzent
- 2014–2020: BoJack Horseman (77 Folgen)
- 2019–2022: Tuca & Bertie (30 Folgen)
- 2019–2022: Undone (16 Folgen)